# Seemannsclub Hollfast

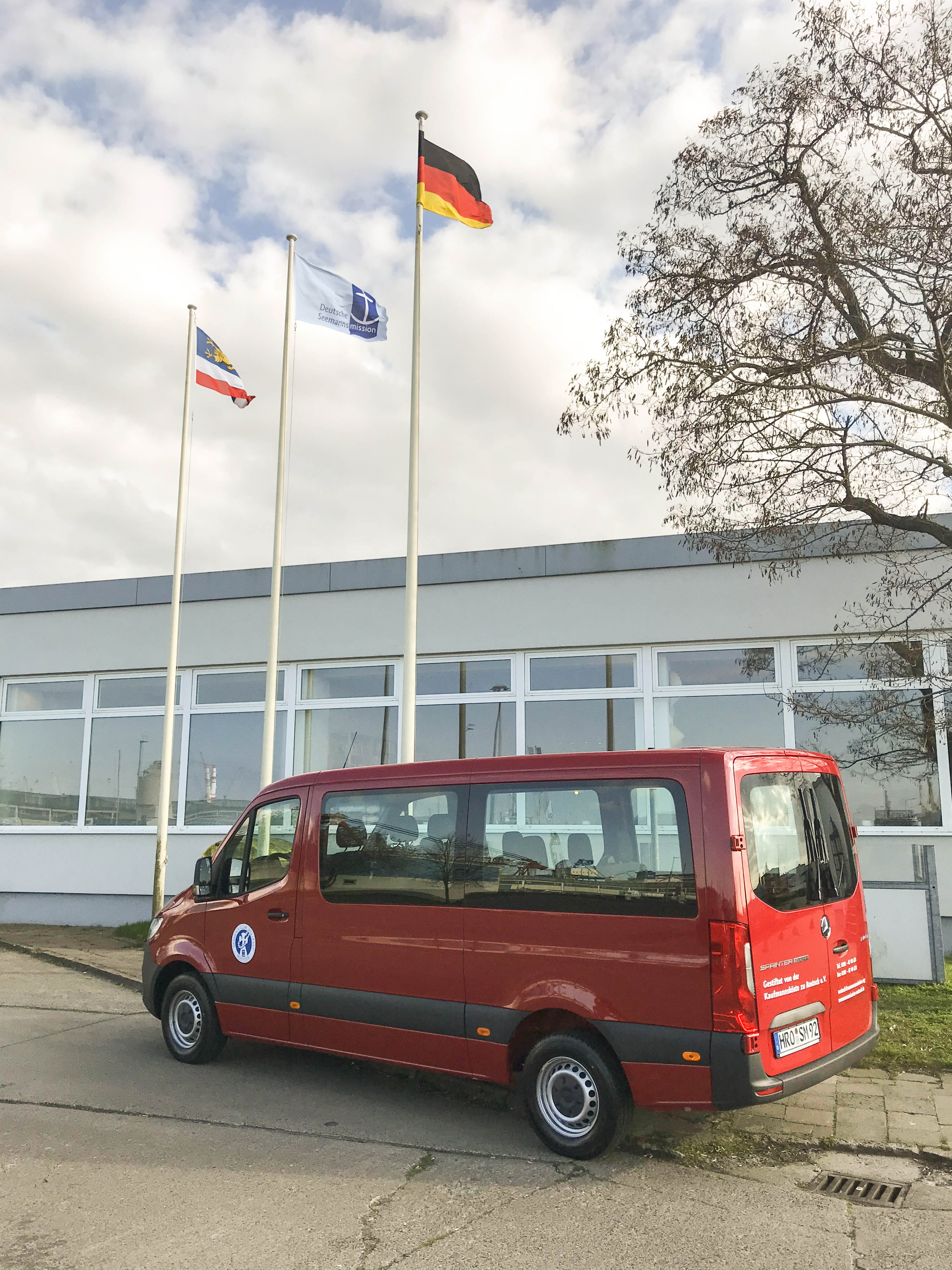
Seemannsclub „Hollfast“ Rostock

Der Seemannsclub „Hollfast“ ist ein im August 1991 gegründeter Seemannsclub der Deutschen Seemannsmission. Er befindet sich am Hansakai im Rostocker Überseehafen.

## Geschichte
Im Jahre 1848 gab Johann Hinrich Wichern mit seiner Rede auf dem Wittenberger Kirchentag in Deutschland den Anstoß für die Gründung der diakonischen Werke und der Deutschen Seemannsmission. Das erste Seemannsheim in Deutschland wurde 1854 in Bremen gegründet, die erste Seemannsmission im Inland entstand 1891 in Hamburg. 
Der in Rostock geborene Martin Elias Harms zog nach England, um dort Theologie zu studieren. Die Not der Seeleute im dortigen Hafen von Sunderland führte zu einem von Harms entwickelten Statut, nach dem 1886 in London das Generalkomitee der Deutschen Evangelischen Seemannsmission gegründet wurde. Damit wurde die Idee Wicherns umgesetzt, sich der Seeleute anzunehmen.
Nach Gründung der DSM Rostock e.V. wurde 1991 der Seemannsclub „Hollfast“ eröffnet.

## Vereinsarbeit
Neben den hauptamtlichen Mitarbeitern wird auch eine FSJ- oder BufDi-Stelle besetzt. Berufsorientierungs- oder Diakoniepraktika sind auch möglich. Darüber hinaus engagieren sich ehrenamtliche Helfer, die bei der Arbeit im Club, aber auch im Bordbesuchsdienst und beim Fahrdienst für die Seeleute von und zu den Schiffen tätig sind.
Im Jahr 2018 besuchten rund 5.500 Gäste den Rostocker Seemannsclub. Es wurden von den Mitarbeitern und Ehrenamtlichen über 2.000 Bordbesuche durchgeführt, da nicht immer alle Seeleute im Hafen von Bord kommen.
Seit September 2023 ist Birgit Haaks die neue Leiterin der Rostocker Seemannsmission.

## Ausstattung
Im Club gibt es einen Aufenthaltsraum, der mit Spielen, Musikinstrumenten, W-LAN und Kiosk für Getränke und internationalen Zeitungen ausgestattet ist, sowie Telefone für den Kontakt nach Hause und eine kleine Bibliothek. Eine geschützte Terrasse ergänzt die Ausstattung.

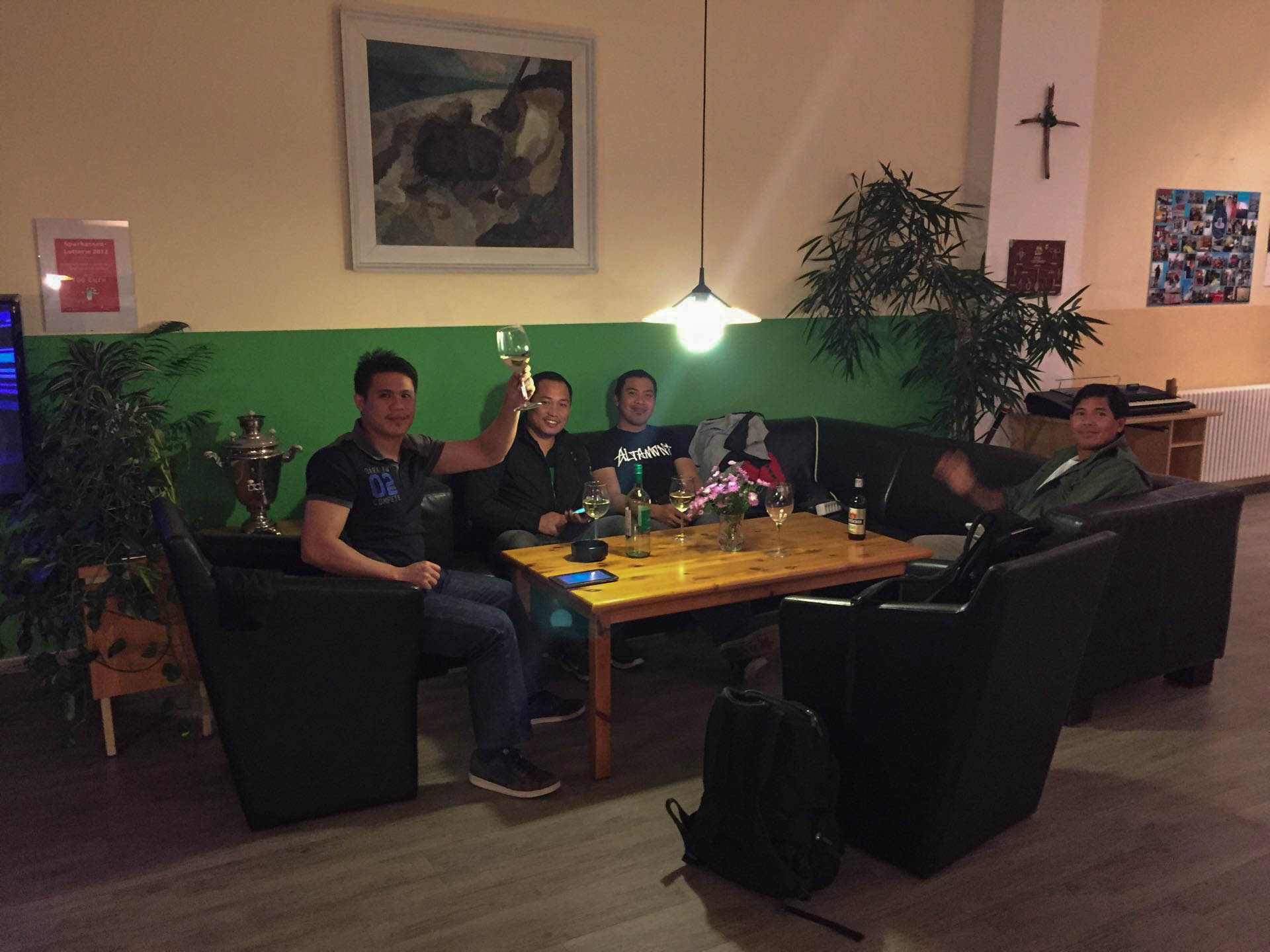
Gästeraum
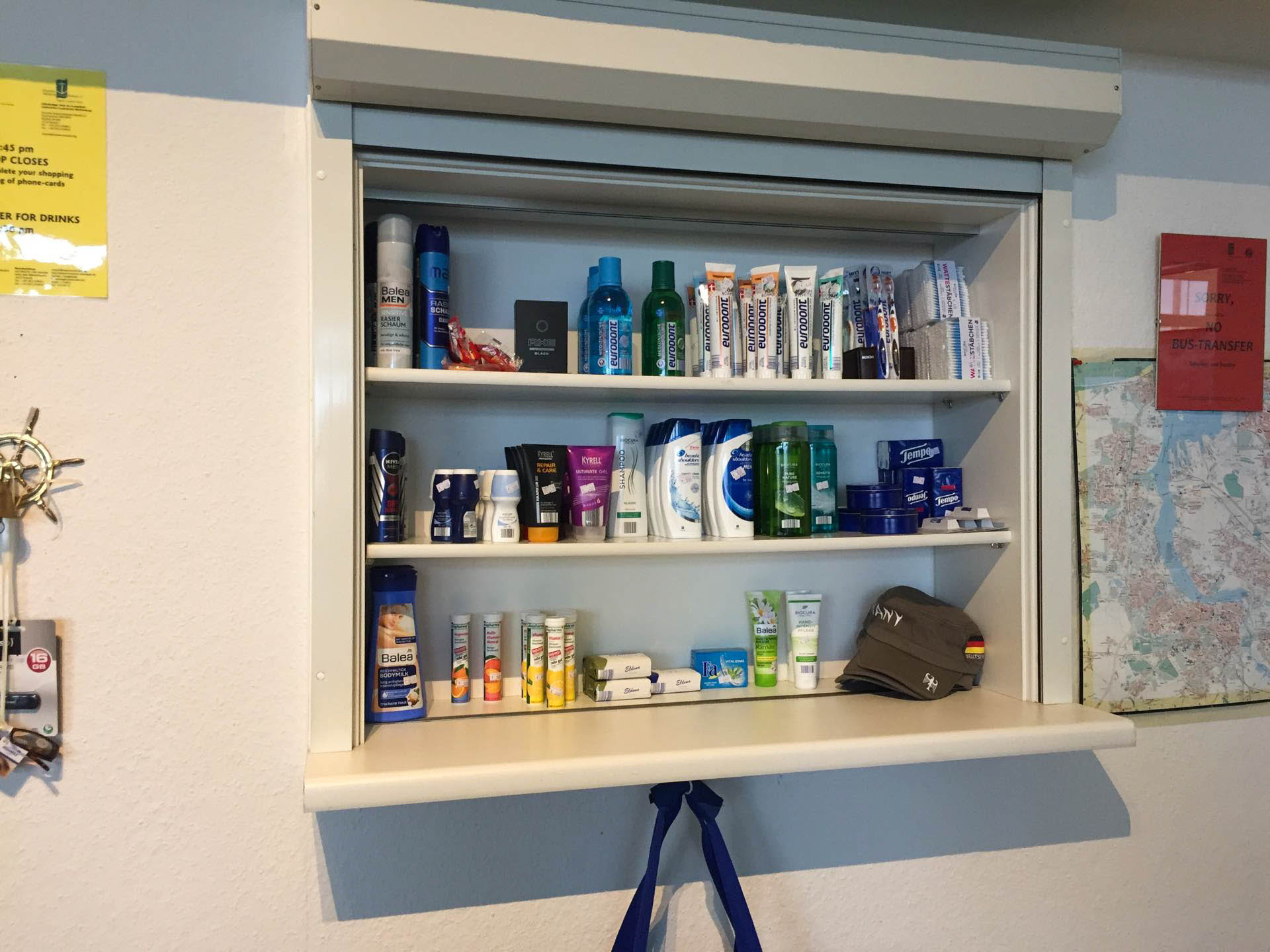
Kiosk
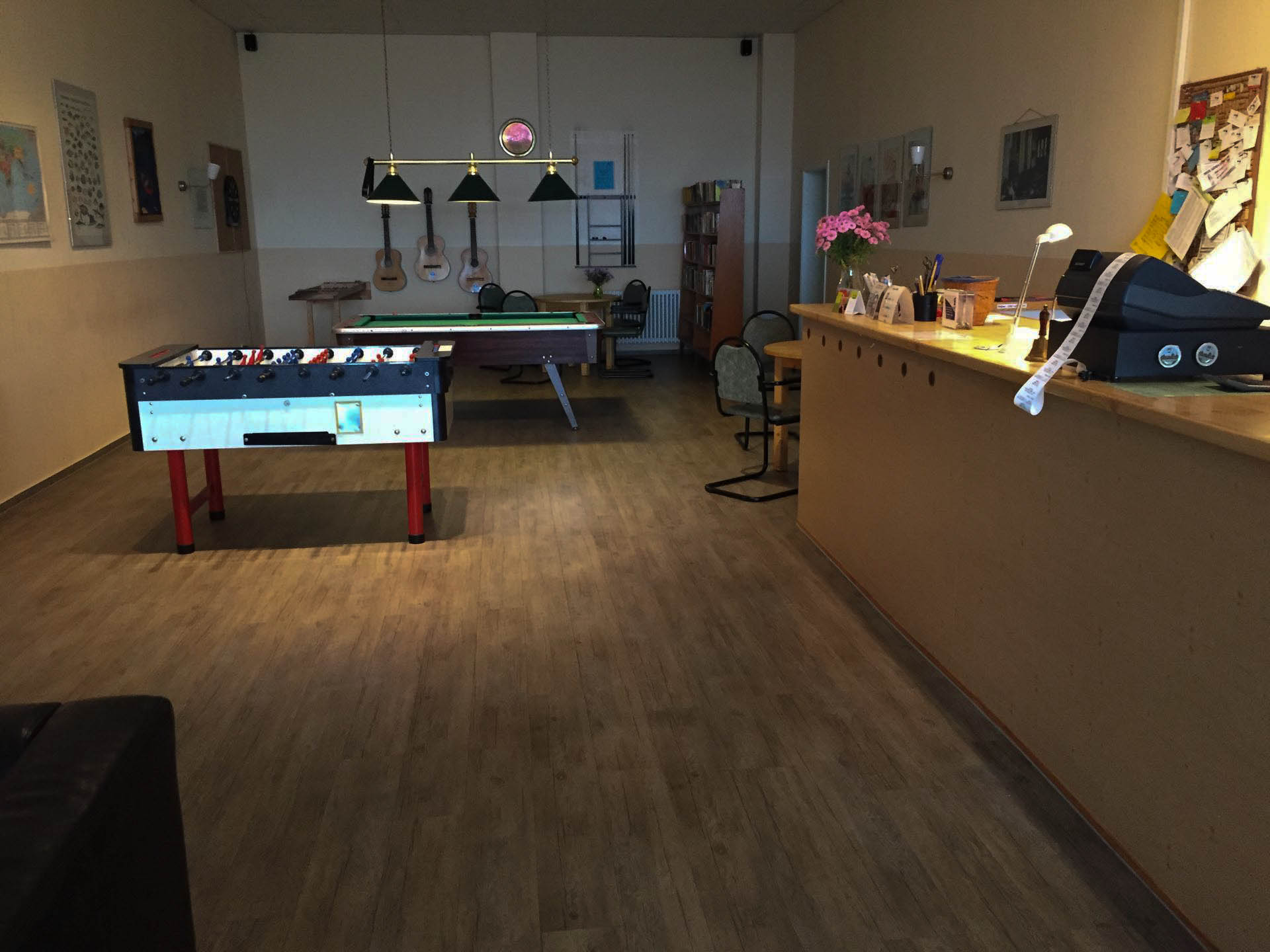
Bar
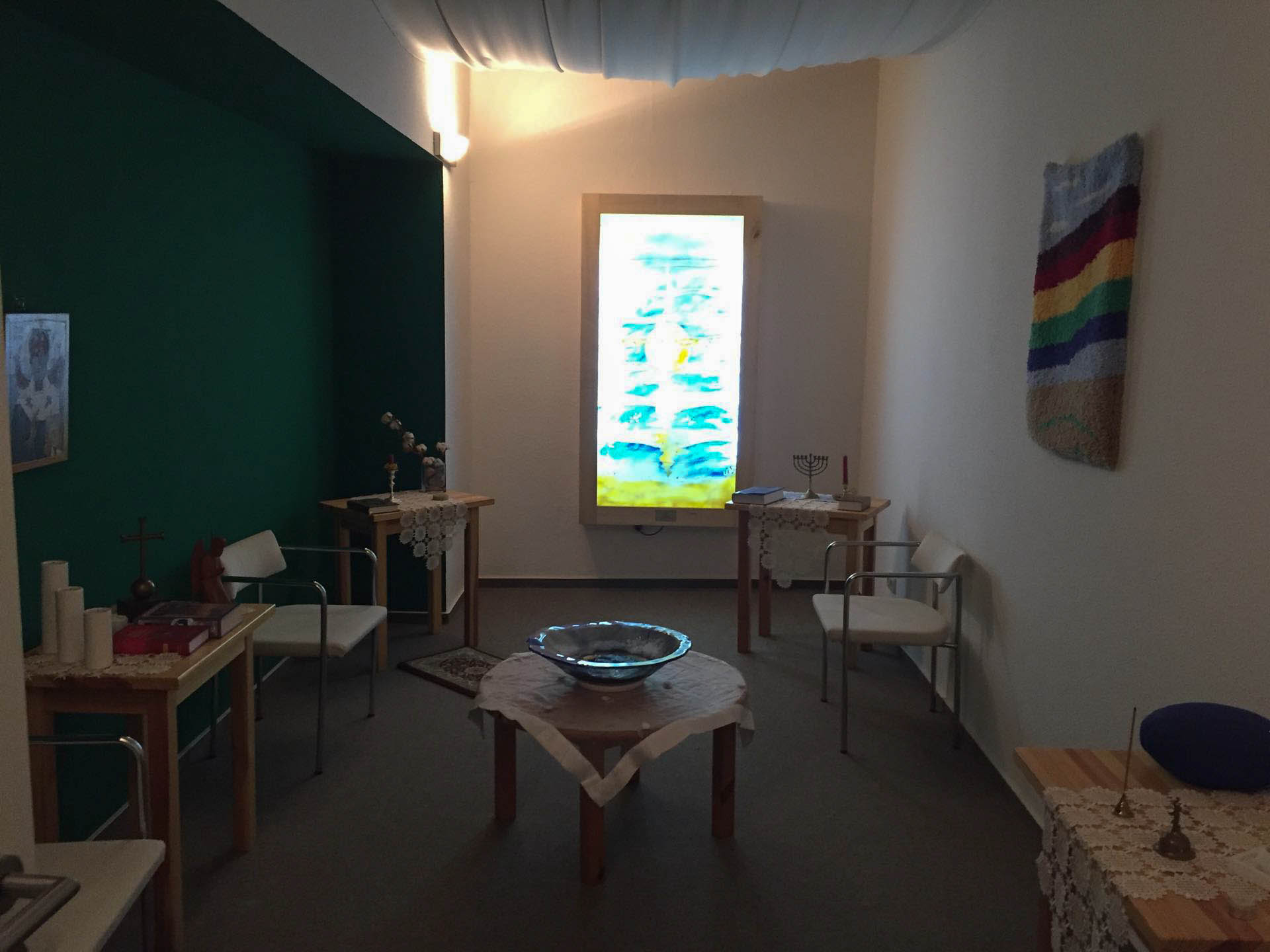
Raum der Stille
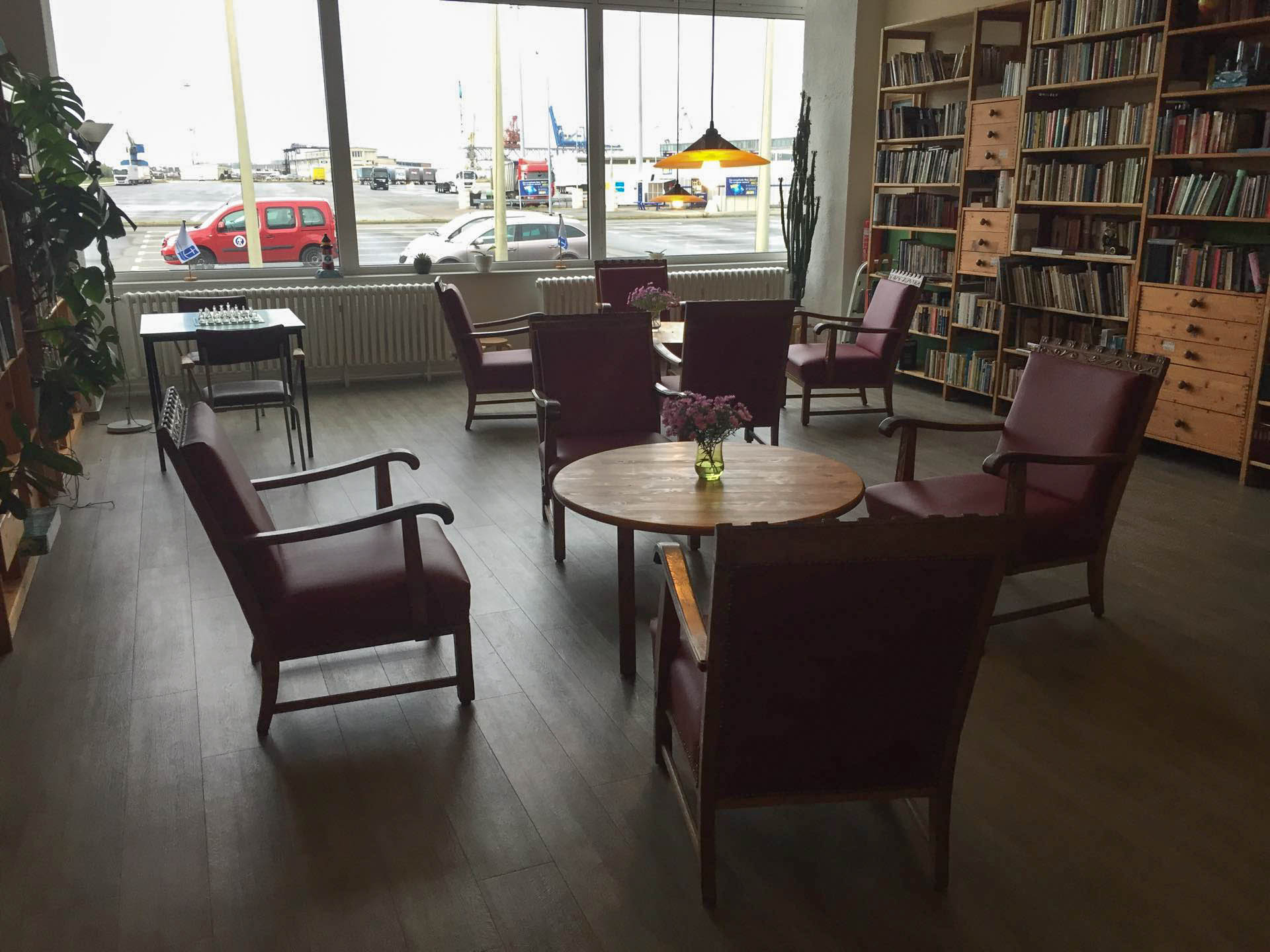
Bibliothek